# Marvin Cálix
Marvin Leonel Cálix Antúnez  (Juticalpa, Olancho, 6 de enero de 1992) es un futbolista hondureño. Juega de mediocampista.

## Trayectoria
Realizó su debut en Liga Nacional el 27 de febrero de 2013 en el empate de Motagua por 1 a 1, frente al Victoria, en disputa de la 9° fecha del Torneo Clausura 2013. 

## Clubes
| Club                   | País     | Año         |
| ---------------------- | -------- | ----------- |
| Motagua                | Honduras | 2013        |
| Deportes Savio         | Honduras | 2014        |
| Atlético Olanchano     | Honduras | 2014        |
| Juticalpa              | Honduras | 2015        |
| Alianza Becerra        | Honduras | 2016        |
| Olancho                | Honduras | 2016 - 2018 |
| Universidad Pedagógica | Honduras | 2018 - 2019 |

## Palmarés

### Campeonatos nacionales
| Título                    | Club            | País     | Año  |
| ------------------------- | --------------- | -------- | ---- |
| Torneo Clausura (Ascenso) | Alianza Becerra | Honduras | 2016 |